# Triplaris melaenodendron
Triplaris melaenodendron (Bertol.) Standl. & Steyerm. – gatunek rośliny z rodziny rdestowatych (Polygonaceae Juss.). Występuje naturalnie na obszarze od Meksyku po Kolumbię, Wenezuelę i Ekwador. 

## Morfologia
PokrójWiecznie zielone drzewo.
LiścieMają kształt od owalnie eliptycznego do podłużnie owalnego. Mierzą 15–35 cm długości oraz 6–25 cm szerokości. Blaszka liściowa jest o zaokrąglonej lub rozwartej nasadzie i wierzchołku od ostrego do spiczastego. Ogonek liściowy jest nagi i osiąga 4–20 mm długości.
KwiatyJednopłciowe, zebrane w kłosy przypominające wiechy, dorastają do 10–25 cm długości, rozwijają się na szczytach pędów lub w ich kątach. Kielich ma dzwonkowaty kształt. Listków okwiatu jest 6, mają żółtą barwę i mierzą 1–2 mm długości. Pręcików jest 9.
OwoceTrójboczne niełupki o jajowatym kształcie, osiągają 11 cm długości.

## Biologia i ekologia
Jest rośliną dwupienną. 

## Zmienność
W obrębie tego gatunku oprócz podgatunku nominatywnego wyróżniono także jeden podgatunek:
- Triplaris melaenodendron subsp. colombiana (Meisn.) Brandbyge